# Callogobius depressus
Callogobius depressus es una especie de peces de la familia de los Gobiidae en el orden de los Perciformes.

## Morfología
Los machos pueden llegar a alcanzar los 14 cm de longitud total.

## Distribución geográfica
Se encuentra al sur de Australia: desde Nueva Gales del Sur hasta Australia Meridional, incluyendo Tasmania.

## Observaciones
Es inofensivo para los humanos.